# Mimodactylus
Mimodactylus (il cui nome significa "dito del MIM") è un genere estinto di pterosauro pterodactyloide mimodactylide vissuto nel Cretaceo superiore, circa 96 milioni di anni fa (Cenomaniano), in quello che oggi è il Libano. Il genere contiene una singola specie, ossia M. libanensis.

## Descrizione

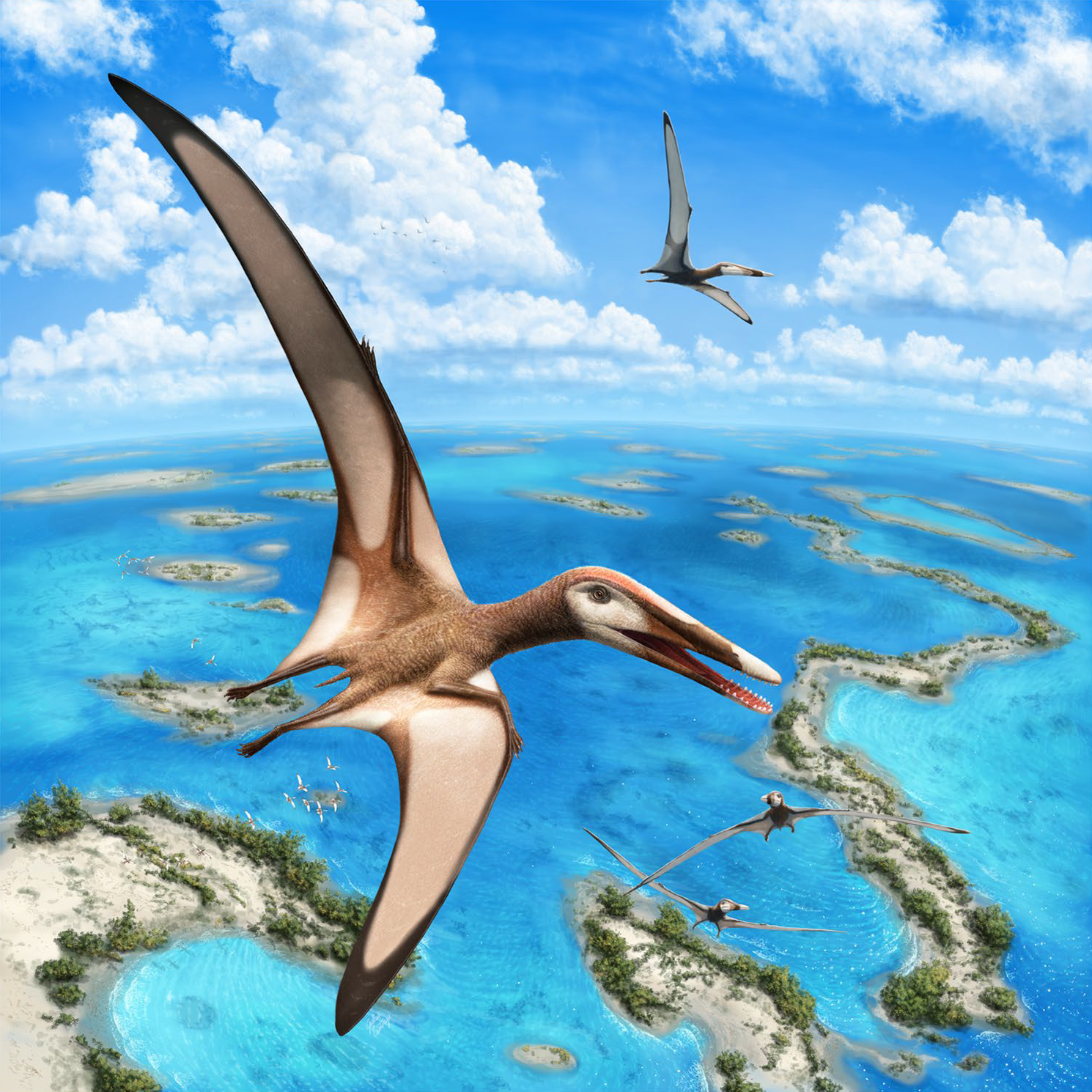
Ricostruzione di M. libanensis, di Julius T. Csotonyi

L'esemplare olotipico di Mimodactylus presenta un'apertura alare di 1,32 metri, tuttavia l'individuo era lungi dall'essere adulto.
Gli autori descrittivi hanno identificato alcuni tratti distintivi dell'animale, due delle quali sono autapomorfie, ossia caratteristiche uniche derivate: L'omero presenta una cresta deltopettorale rettangolare, ed è meno della metà della lunghezza della seconda falange del quarto dito dell'ala.
Inoltre, i fossili mostrano una combinazione di tratti che è unica tra gli Ornithocheiroidea. Al palato presenta una cresta distinta. La mascella possiede 11 denti per lato, mentre la mandibola ne contiene 10 per lato. La scapola è un po' più lunga del coracoide. L'omero è più lungo del 30% rispetto al femore. La cresta deltopettorale copre il 40% della lunghezza del corpo dell'omero.
All'interno del lagerstätte di Hjoûla sono stati ritrovati altri due esemplari di pterosauri. Uno di questi è l'olotipo di Microtuban, l'altro è l'esemplare MSNM V 3881 non ancora descritto. Secondo gli autori della descrizione di Mimodactylus, entrambi differivano chiaramente in proporzioni dall'olotipo dell'animale, dimostrando che rappresentavano taxa diversi.

### Scheletro
Il muso di Mimodactylus è largo ma non arrotondato nella parte frontale, che termina con una punta appuntita. La mascella contiene 11 denti per lato, dalla forma appiattita trasversalmente, non a forma di pugnale o seghettati, ma conici con sezione trasversale ovale. Il loro lato esterno è convesso. Le punte sono affilate e leggermente curve verso l'interno. Possiedono un cingolo, una cresta ispessita alla base della corona. Il primo dente è più piccolo, con una sezione trasversale circolare. I denti successivi sono più lunghi, dritti e ampiamente distanziati. Sono presenti solo nella metà anteriore della mascella.
Il palato forma un piatto concavo con una piccola cresta. Le choana, le narici interne, sono grandi e separate dai vomeri. Le fenestre postpalatinae sono allungate e a forma di uovo in vista laterale, come in Hongshanopterus. L'osso quadrato è angolato a 150° rispetto al bordo della mascella.
La mandibola ha una lunghezza preservata di 105 millimetri. Presenta 10 denti per lato, per un totale di 42 denti nelle intere fauci. I rami mandibolari presentano un processo odontoideo anteriore rivolto in avanti. Nello ioide si sono conservate le due prime ceratobranchialia, sottili elementi a forcella allungati.

## Classificazione
Mimodactylus è stato collocato all'interno di Lanceodontia, più precisamente all'interno del nuovo clade Istiodactylifomes. L'animale fa parte della famiglia Mimodactylidae, insieme al sister taxon Haopterus.

## Scoperta e denominazione

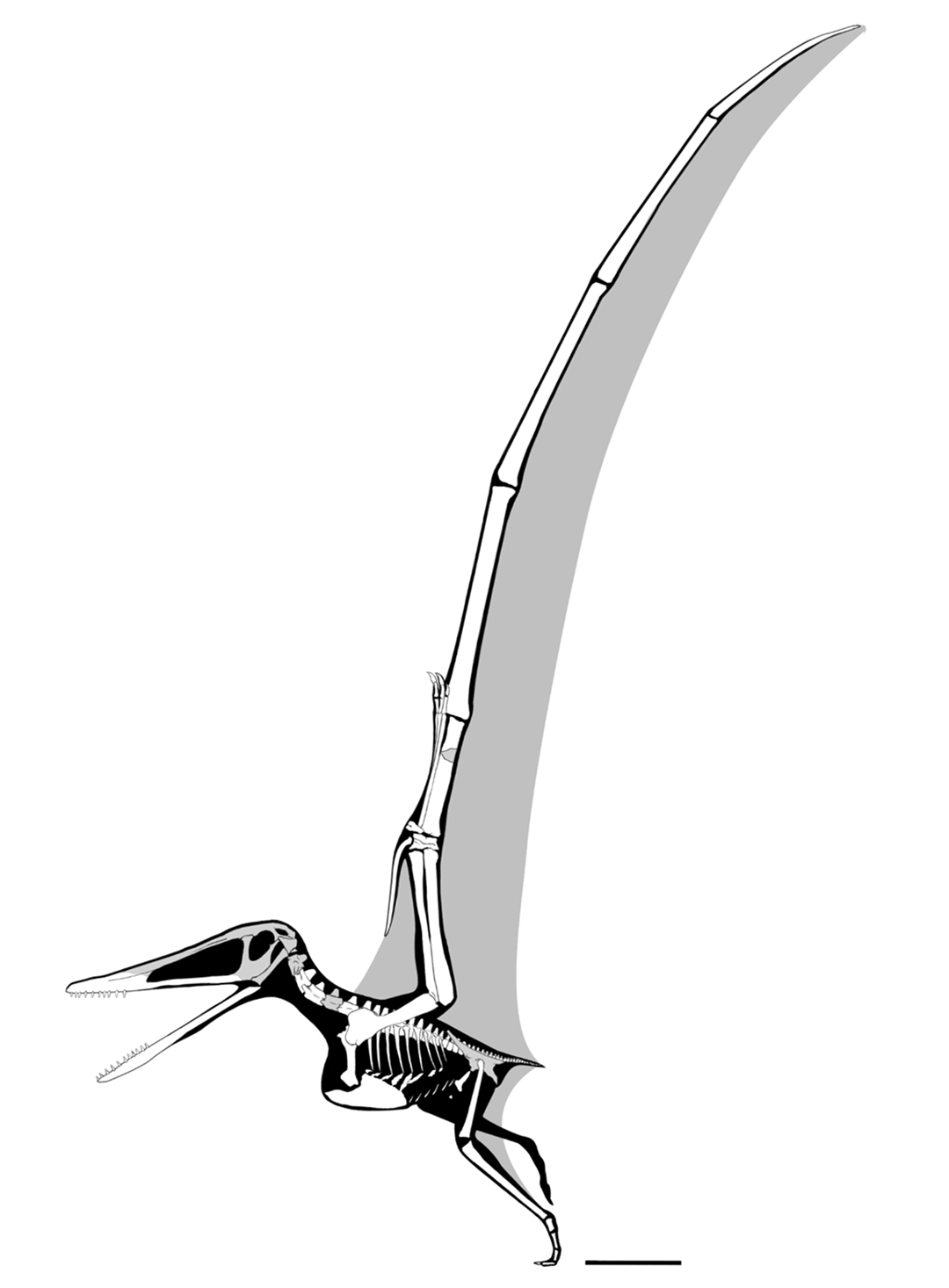
Diagramma dello scheletro di M. libanensis

All'interno del lagerstätte di Hjoula, a 10 km nell'entroterra dal porto di Biblo, i cacciatori di fossili commerciali effettuano regolarmente importanti scoperte. Tra queste, un raro scheletro di pterosauro fu acquisito da un anonimo benefattore e donato al Mineral Museum di Beirut, parte dell' Université Saint-Joseph. L'esemplare venne preparato in Canada, da Luke Allan Lindoe, un tecnico dell'Università dell'Alberta.
Nel 2019, la specie tipo Mimodactylus libanensis è stata nominata e descritta da Alexander Wilhelm Armin Kellner, Michael Wayne Caldwell, Borja Holgado, Fabio Marco Dalla Vecchia, Roy Nohra, Juliana Manso Sayão e Philip John Currie. Il nome generico combina un riferimento al MIM, l'acronimo del museo di Beirut, con il termine greco δάκτυλος/daktylos ossia "dito". Il nome specifico, libanensis, si riferisce alla provenienza del fossile dal Libano.
L'olotipo, MIM F1, è stato ritrovato in un deposito marino del Sannine Chalk risalente al tardo Cenomaniano, circa 95 milioni di anni fa. Gli strati di questa formazione si depositarono al largo della costa della placca afro-araba, a sud del mare di Tetide. L'esemplare consiste in uno scheletro relativamente completo dotato di cranio e mandibola. Mancano alcune vertebre e alcuni elementi pelvici. Lo scheletro è in gran parte articolato e in parte conservato tridimensionale, ma la parte posteriore del cranio è fortemente compressa. Si tratta di un individuo giovane. Rappresenta lo scheletro di pterosauro più completo mai ritrovato sulla placca afro-araba. L'Università dell'Alberta fece un calco dell'esemplare originale, con il numero di inventario MN 7216-V.

## Paleobiologia
L'habitat di Mimodactylus era costituito da isole ed arcipelaghi situati sull'ampio altopiano di gessi che si estende dalla costa nord della placca afro-araba, nel Neotetide.
La dentatura di Mimodactylus differisce da quella di tutti gli altri pterosauri noti. I suoi denti corti, dritti e conici, sarebbero stati utili per rompere gli esoscheletri degli artropodi. Ciò potrebbe indicare che fosse un insettivoro, tuttavia all'interno del lagerstätte non sono stati ritrovati insetti, e la mancanza di fossili vegetali dimostra che l'area era lontana dalla terraferma. Inoltre, le ali allungate dell'animale non fornivano la manovrabilità necessaria per catturare insetti in volo. Tuttavia, avrebbero consentito un volo stabile planato sulla superficie del mare. Il sito fossile è ricco di fossili di crostacei appartenenti ai decapoda. Tali creature, simili a gamberetti, potrebbero aver rappresentato gran parte della dieta dell'animale, che avrebbe usato l'ampio muso per catturarli dalla superficie dell'acqua, in modo simile ad alcune anatre, aironi e becchi a scarpa.